# Yescarleth Rodríguez-Álvarez
Yescarleth Rodríguez-Álvarez (ur. 13 marca 1991) – nikaraguańska lekkoatletka specjalizująca się w skokach wzwyż i o tyczce.
W 2010 podczas mistrzostw Ameryki Centralnej juniorów zdobyła srebrny medal w skoku wzwyż z wynikiem 1,40.

## Rekordy życiowe
- Skok o tyczce – 2,65 (2010) rekord Nikaragui[3][1]